# Ліпакое
Ліпакое (англ. Liphakoe) — одна з місцевих громад, що розташована в районі Цгутінг, Лесото. Населення місцевої громади у 2006 році становило 14 537 осіб.